# Gare d'Albigny
Ne doit pas être confondu avec Gare d'Albigny - Neuville.
La gare d'Albigny était une gare ferroviaire française de la Paris-Lyon à Marseille-Saint-Charles, située sur le territoire de la commune d'Albigny-sur-Saône dans le département du Rhône en région Rhône-Alpes.
C'était une halte voyageurs mise en service en 1891 par la Compagnie des chemins de fer de Paris à Lyon et à la Méditerranée (PLM). Elle est fermée par la Société nationale des chemins de fer français (SNCF) sans doute en 1981.

## Situation ferroviaire
La gare fermée d'Albigny est située au point kilométrique (PK) 495,287 de la ligne de Paris-Lyon à Marseille-Saint-Charles, entre les gares d'Albigny - Neuville et de Couzon-au-Mont-d'Or. 
Elle est établie à 177 mètres d'altitude.

## Histoire
La « halte d'Albigny » est mise en service le 1er juin 1891 par la Compagnie des chemins de fer de Paris à Lyon et à la Méditerranée (PLM) qui adapte les horaires de ses trains légers pour inclure dans leurs missions ce nouvel arrêt situé au passage à niveau d'Albigny, kilomètre 492,299 de la ligne de Paris à Lyon. Cette ouverture a nécessité un subside de 2 400 francs attribué par le conseil général du Rhône, vote du 27 avril 1890, en complément de la subvention de 200 francs allouée par le Conseil municipal d'Albigny.
La « halte d'Albigny » figure dans la nomenclature 1911 des gares, stations et haltes, de la Compagnie des chemins de fer de Paris à Lyon et à la Méditerranée (PLM). Elle porte le no 22 de la ligne de Paris à Marseille et à Vintimille (4e Section - Rhône), et le no 19 de la ligne de Saint-Germain-des-Fossés à Lyon, par Tarare (4e section). C'est une « halte-trains-légers », c'est-à-dire qu'elle n'est ouverte que pour le service des voyageurs sans bagages et des chiens avec billets, transportés exclusivement par trains légers.
La Société nationale des chemins de fer français (SNCF) ferme la halte dans la deuxième partie du XXe siècle, sans doute en 1981.

## Service des voyageurs
Gare fermée.

## Patrimoine ferroviaire
Près de l'ancien passage à niveau (supprimé) sont présents : l'ancienne maison du garde barrière et le long des voies un autre bâtiment qui peut être celui de la halte.

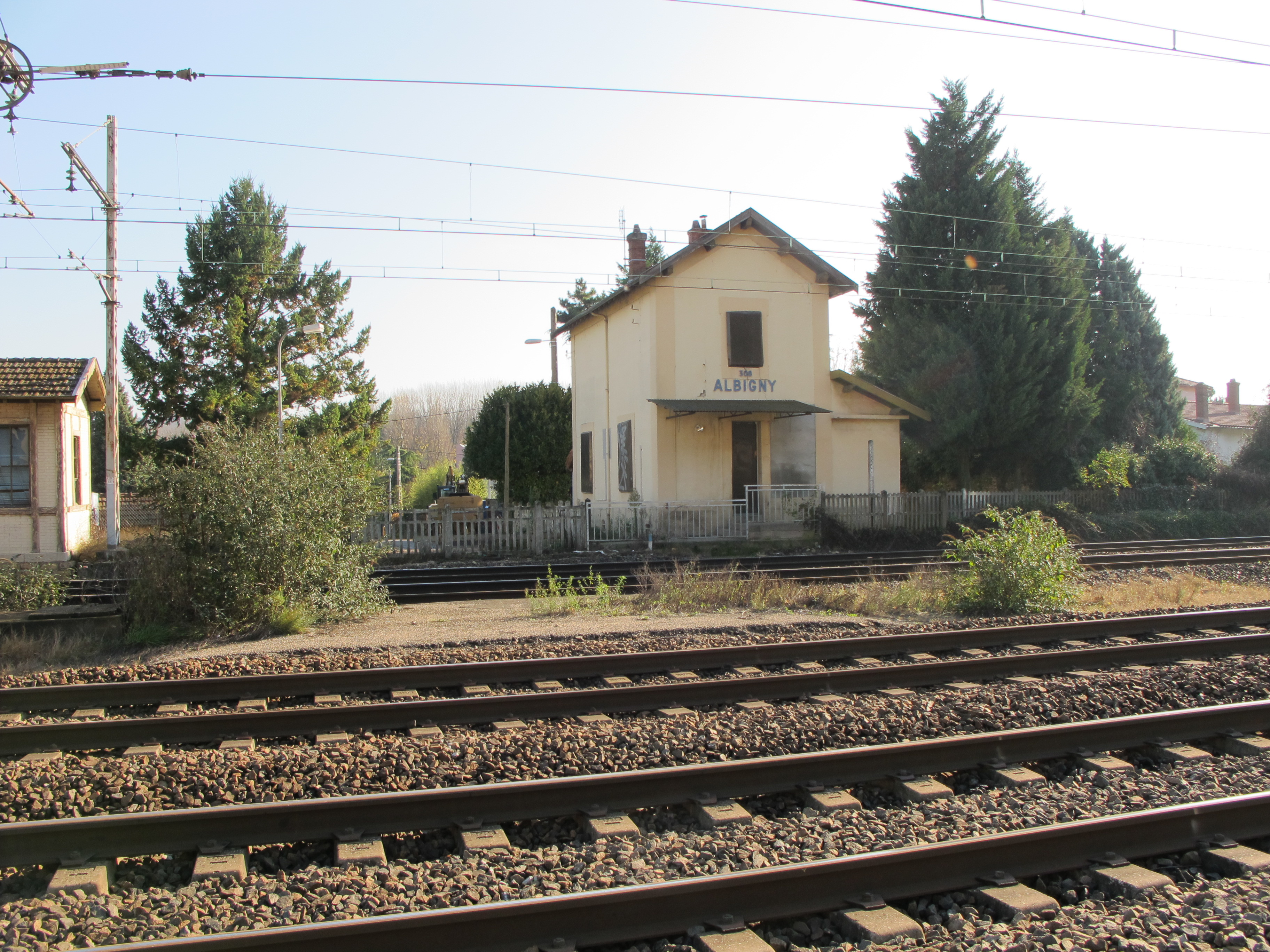
Bâtiment du garde barrière (2011).
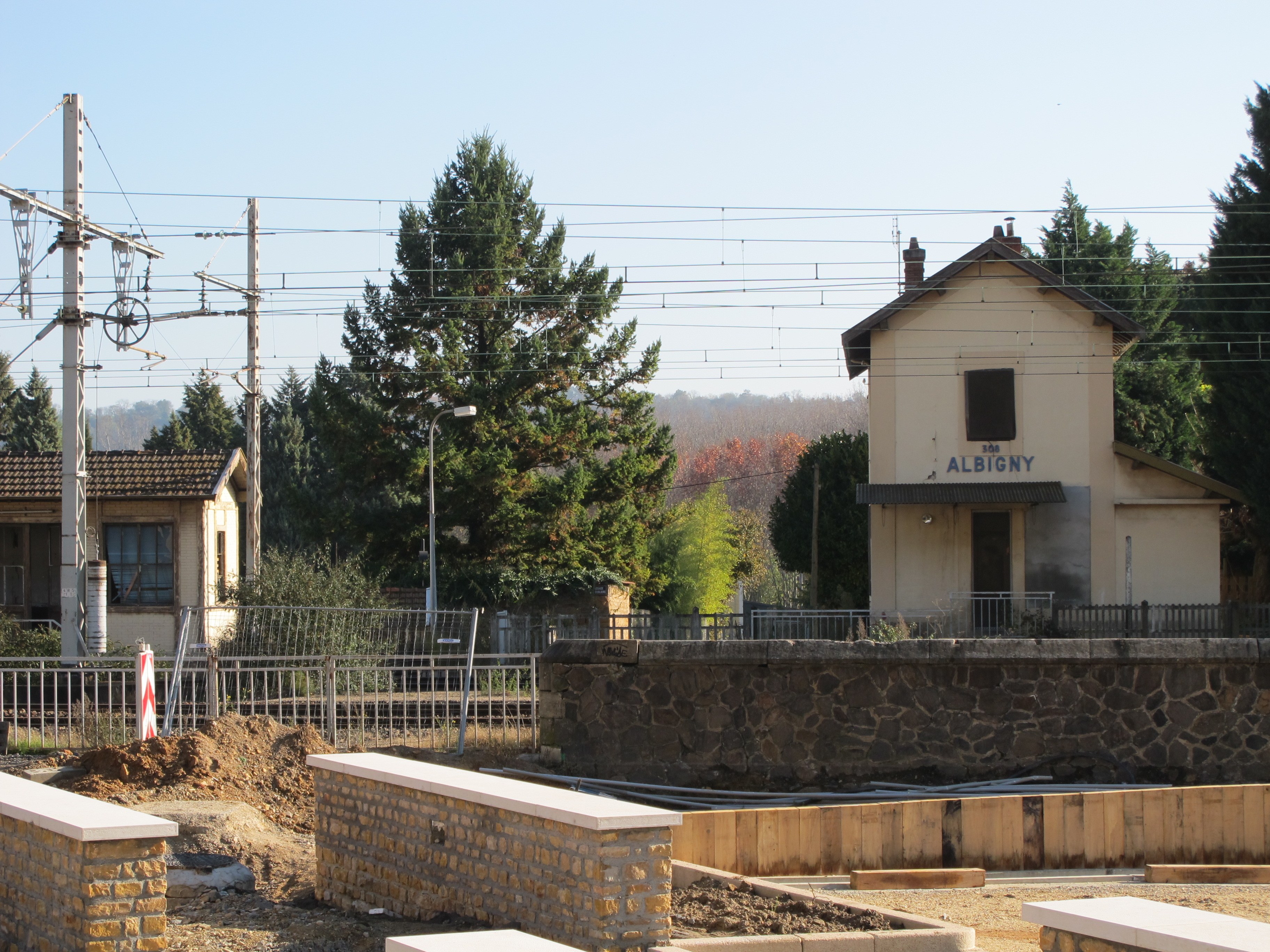
À gauche autre bâtiment (2011).